# Колонж (Вале)
Колонж (фр. Collonges) — громада  в Швейцарії в кантоні Вале, округ Сен-Моріс.

## Географія
Громада розташована на відстані близько 95 км на південь від Берна, 27 км на захід від Сьйона.
Колонж має площу 12,2 км², з яких на 4,4% дозволяється будівництво (житлове та будівництво доріг), 16,9% використовуються в сільськогосподарських цілях, 52,7% зайнято лісами, 26% не є продуктивними (річки, льодовики або гори).

## Демографія
2019 року в громаді мешкало 826 осіб (+41,4% порівняно з 2010 роком), іноземців було 18,3%. Густота населення становила 68 осіб/км².
За віковим діапазоном населення розподілялося таким чином: 21,3% — особи молодші 20 років, 60,5% — особи у віці 20—64 років, 18,2% — особи у віці 65 років та старші. Було 392 помешкань (у середньому 2,1 особи в помешканні).
Із загальної кількості 89 працюючих 19 було зайнятих в первинному секторі, 34 — в обробній промисловості, 36 — в галузі послуг.